# Hersey Hawkins
Hersey R. Hawkins jr. (Chicago, 29 settembre 1966) è un ex cestista, allenatore di pallacanestro e dirigente sportivo statunitense, professionista nella NBA.

## Carriera
È stato selezionato dagli Los Angeles Clippers al primo giro del Draft NBA 1988 (6ª scelta assoluta).
Con gli Stati Uniti ha disputato i Giochi olimpici di Seul 1988.

## Statistiche

### NCAA
| Anno      | Squadra        | PG  | PT | MP   | TC%  | 3P%  | TL%  | RP  | AP  | PRP | SP  | PP   |
| --------- | -------------- | --- | -- | ---- | ---- | ---- | ---- | --- | --- | --- | --- | ---- |
| 1984-1985 | Bradley Braves | 30  | -  | 37,4 | 58,1 | -    | 77,1 | 6,1 | 2,7 | 1,7 | 0,6 | 14,6 |
| 1985-1986 | Bradley Braves | 35  | -  | 36,9 | 54,2 | -    | 76,8 | 5,7 | 3,0 | 1,9 | 0,7 | 18,7 |
| 1986-1987 | Bradley Braves | 29  | -  | 38,0 | 53,3 | 28,7 | 79,3 | 6,7 | 3,6 | 2,0 | 0,4 | 27,2 |
| 1987-1988 | Bradley Braves | 31  | -  | 38,8 | 52,4 | 39,4 | 84,8 | 7,8 | 3,6 | 2,6 | 0,8 | 36,3 |
| Carriera  | Carriera       | 125 | -  | 37,7 | 53,9 | 35,9 | 80,6 | 6,5 | 3,2 | 2,2 | 0,6 | 24,1 |

### NBA

#### Regular season
| Anno      | Squadra            | PG  | PT  | MP   | TC%  | 3P%  | TL%  | RP  | AP  | PRP | SP  | PP   |
| --------- | ------------------ | --- | --- | ---- | ---- | ---- | ---- | --- | --- | --- | --- | ---- |
| 1988-1989 | Philadelphia 76ers | 79  | 79  | 32,6 | 45,5 | 42,8 | 83,1 | 2,8 | 3,0 | 1,5 | 0,5 | 15,1 |
| 1989-1990 | Philadelphia 76ers | 82  | 82  | 34,8 | 46,0 | 42,0 | 88,8 | 3,7 | 3,2 | 1,6 | 0,3 | 18,5 |
| 1990-1991 | Philadelphia 76ers | 80  | 80  | 38,9 | 47,2 | 40,0 | 87,1 | 3,9 | 3,7 | 2,2 | 0,5 | 22,1 |
| 1991-1992 | Philadelphia 76ers | 81  | 81  | 37,2 | 46,2 | 39,7 | 87,4 | 3,3 | 3,1 | 1,9 | 0,5 | 19,0 |
| 1992-1993 | Philadelphia 76ers | 81  | 81  | 36,8 | 47,0 | 39,7 | 86,0 | 4,3 | 3,9 | 1,7 | 0,4 | 20,3 |
| 1993-1994 | Charlotte Hornets  | 82  | 82  | 32,3 | 46,0 | 33,2 | 86,2 | 4,6 | 2,6 | 1,6 | 0,3 | 14,4 |
| 1994-1995 | Charlotte Hornets  | 82  | 82  | 33,3 | 48,2 | 44,0 | 86,7 | 3,8 | 3,2 | 1,5 | 0,2 | 14,3 |
| 1995-1996 | Seattle S.Sonics   | 82  | 82  | 34,4 | 47,3 | 38,4 | 87,4 | 3,6 | 2,7 | 1,8 | 0,2 | 15,6 |
| 1996-1997 | Seattle S.Sonics   | 82  | 82  | 33,6 | 46,4 | 40,3 | 87,5 | 3,9 | 3,0 | 1,9 | 0,1 | 13,9 |
| 1997-1998 | Seattle S.Sonics   | 82  | 82  | 31,7 | 44,0 | 41,5 | 86,8 | 4,1 | 2,7 | 1,8 | 0,2 | 10,5 |
| 1998-1999 | Seattle S.Sonics   | 50  | 34  | 32,9 | 41,9 | 30,6 | 90,2 | 4,0 | 2,5 | 1,6 | 0,4 | 10,3 |
| 1999-2000 | Chicago Bulls      | 61  | 49  | 26,6 | 42,4 | 39,0 | 89,9 | 2,9 | 2,2 | 1,2 | 0,2 | 7,9  |
| 2000-2001 | Charlotte Hornets  | 59  | 0   | 11,5 | 40,9 | 37,0 | 85,7 | 1,4 | 1,2 | 0,6 | 0,2 | 3,1  |
| Carriera  | Carriera           | 983 | 896 | 32,6 | 46,1 | 39,4 | 87,0 | 3,6 | 2,9 | 1,7 | 0,3 | 14,7 |
| All-Star  | All-Star           | 1   | 0   | 14,0 | 60,0 | 0,0  | -    | 0,0 | 1,0 | 0,0 | 0,0 | 6,0  |

#### Play-off
| Anno     | Squadra            | PG | PT | MP   | TC%  | 3P%  | TL%   | RP  | AP  | PRP | SP  | PP   |
| -------- | ------------------ | -- | -- | ---- | ---- | ---- | ----- | --- | --- | --- | --- | ---- |
| 1989     | Philadelphia 76ers | 3  | 3  | 24,0 | 12,5 | 0,0  | 100,0 | 1,7 | 1,3 | 1,0 | 0,3 | 2,7  |
| 1990     | Philadelphia 76ers | 10 | 10 | 41,5 | 49,7 | 38,9 | 93,7  | 3,1 | 3,6 | 1,2 | 0,7 | 23,5 |
| 1991     | Philadelphia 76ers | 8  | 8  | 41,1 | 46,5 | 53,8 | 93,7  | 5,8 | 3,4 | 2,5 | 1,3 | 20,9 |
| 1995     | Charlotte Hornets  | 4  | 4  | 32,5 | 40,6 | 30,8 | 88,2  | 5,3 | 2,0 | 1,5 | 0,5 | 11,3 |
| 1996     | Seattle S.Sonics   | 21 | 21 | 34,0 | 45,2 | 34,4 | 89,5  | 3,0 | 2,2 | 1,3 | 0,2 | 12,3 |
| 1997     | Seattle S.Sonics   | 12 | 12 | 40,3 | 47,0 | 45,8 | 91,4  | 4,5 | 2,8 | 2,5 | 0,3 | 15,3 |
| 1998     | Seattle S.Sonics   | 10 | 10 | 33,7 | 46,6 | 39,5 | 87,5  | 5,7 | 3,6 | 1,8 | 0,1 | 13,4 |
| 2001     | Charlotte Hornets  | 6  | 0  | 8,3  | 37,5 | 25,0 | 71,4  | 1,5 | 0,7 | 0,5 | 0,0 | 2,0  |
| Carriera | Carriera           | 74 | 68 | 34,2 | 45,5 | 39,6 | 90,7  | 3,9 | 2,6 | 1,6 | 0,4 | 14,1 |

#### Massimi in carriera
- Massimo di punti: 43 vs Orlando Magic (13 novembre 1991)[1]
- Massimo di rimbalzi: 14 vs Houston Rockets (16 febbraio 1994)
- Massimo di assist: 11 vs Charlotte Hornets (9 aprile 1993)
- Massimo di palle rubate: 9 vs Boston Celtics (25 gennaio 1991)
- Massimo di stoppate: 4 vs Chicago Bulls (10 maggio 1991)
- Massimo di minuti giocati: 52 vs Minnesota Timberwolves (3 febbraio 1991)

## Palmarès
- NCAA AP Player of the Year (1988)
- NCAA AP All-America First Team (1988)
- NBA All-Rookie First Team (1989)
- NBA All-Star (1991)
- Trentunesimo miglior giocatore per palle rubate di sempre NBA